# Paide
Paide (németül Weißenstein) város Észtországban, Järva megye székhelye.
A város várát a Kardtestvérek rendje építtette. A települést hivatalosan 1291. szeptember 30-án alapították. A hidegháború ideje alatt otthont adott a Koigi légibázisnak. Testvérvárosa Westminster (Maryland) az Amerikai Egyesült Államokban.

## Népessége
| Lakosok száma | 8228 | 8162 | 8056 | 8127 | 8226 | 7905 | 7793 | 7926 | 8081 | 8073 |
|               | 2011 | 2014 | 2015 | 2016 | 2017 | 2019 | 2020 | 2021 | 2023 | 2024 |

## Híres emberek
- A híres zeneszerző, Arvo Pärt szülőhelye.
- Itt halt meg August Wilhelm Hupel (1737–1819) balti-német tudományos író, nyelvész, az észt nyelv kutatója.

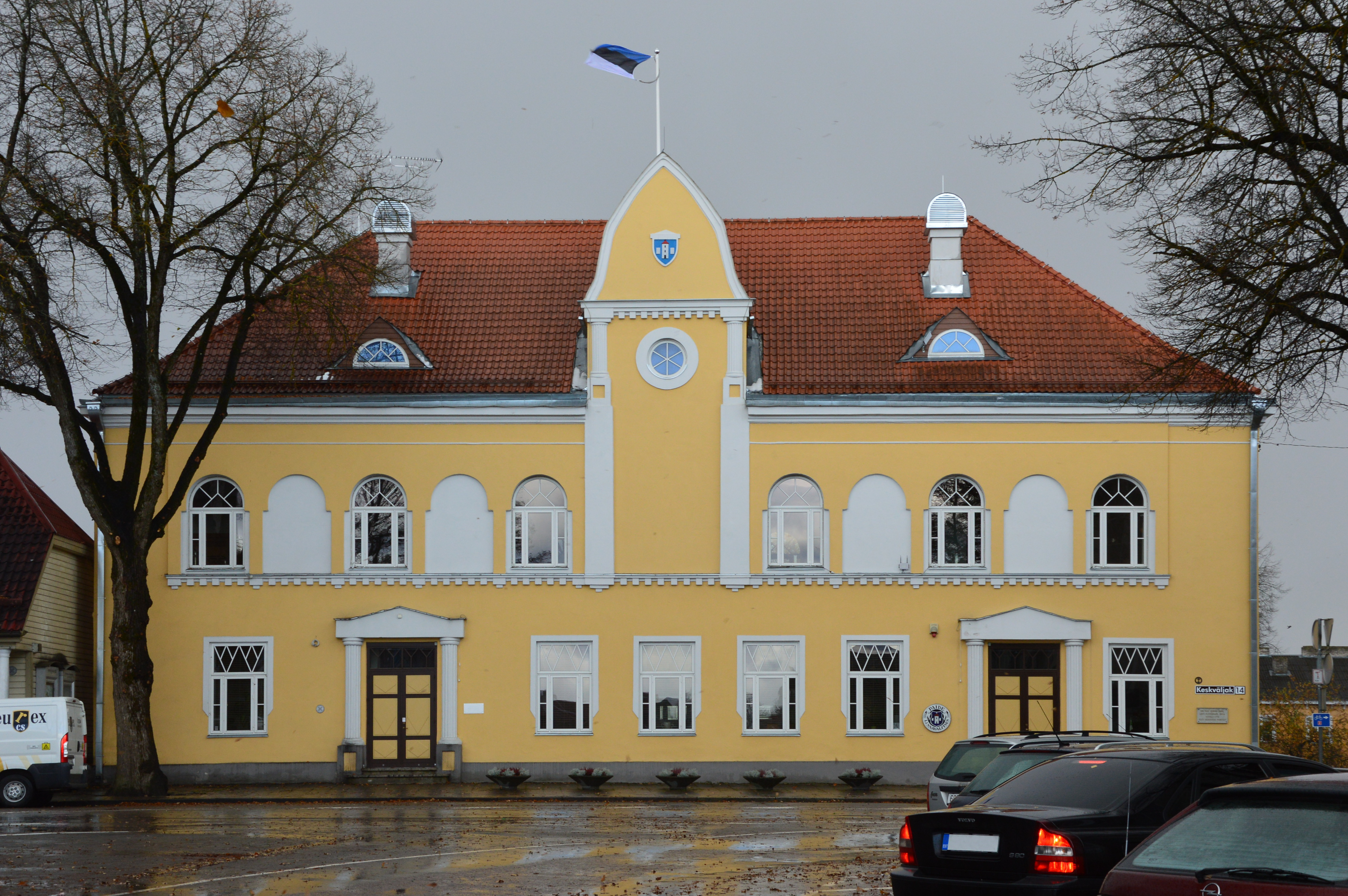
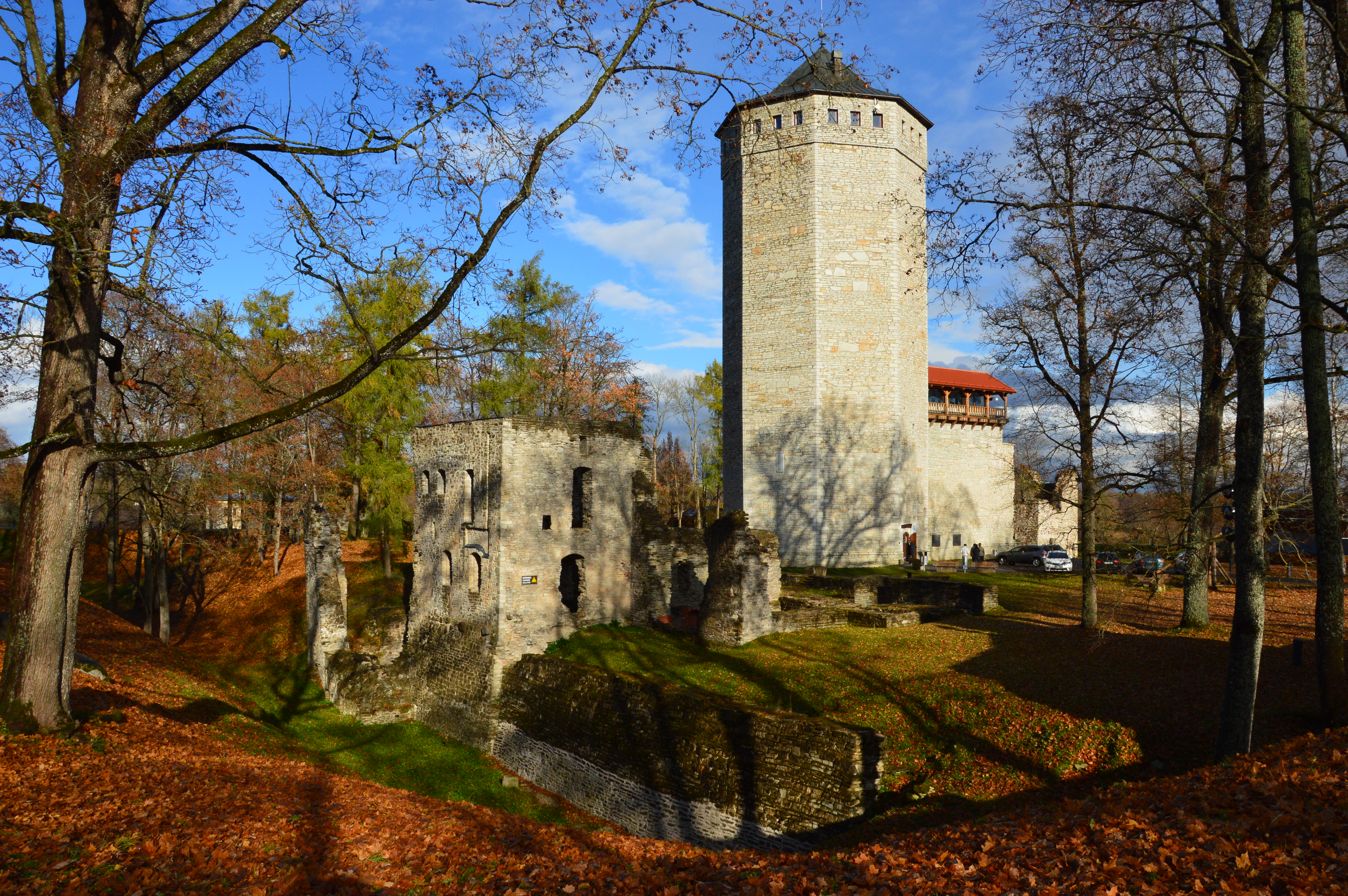
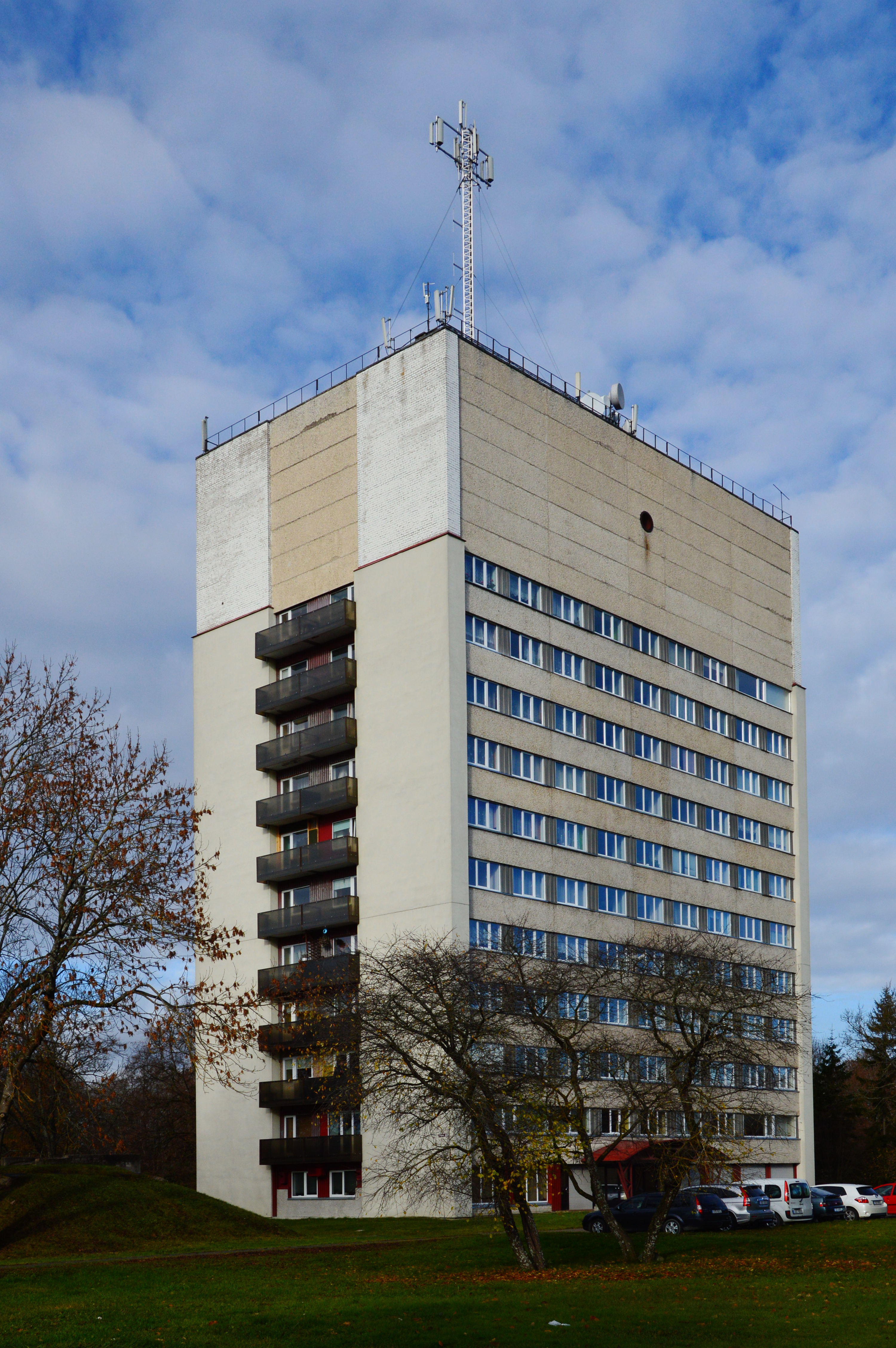
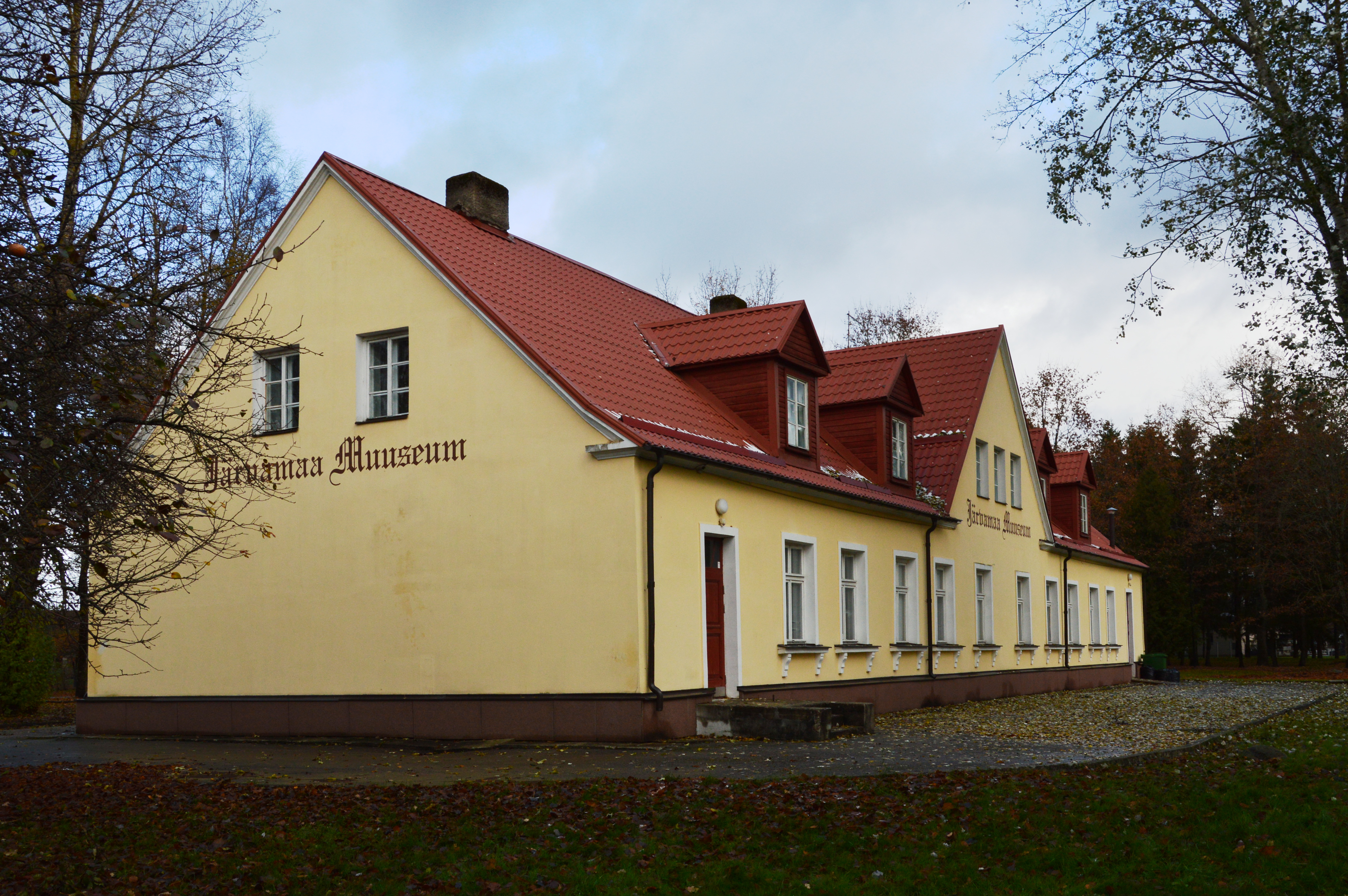